# Отвези меня домой
«Отвези меня домой» (англ. Take Me Home Tonight) — ретро-комедия режиссёра Майкла Дауса. Мировая премьера состоялась 4 марта 2011 года.

## Сюжет
Главный герой окончил колледж, однако до сих пор не может найти своё дело в жизни. Его судьба должна круто измениться во время одной вечеринки.

## В ролях
- Тофер Грейс — Мэтт Франклин
- Тереза Палмер — Тори Фредрекинг
- Анна Фэрис — Венди Франклин
- Дэн Фоглер — Барри Натан
- Мишель Трахтенберг — Эшли
- Крис Прэтт — Кайл Мастерсон
- Одрина Пэтридж — Джессика
- Роберт Хоффман — Тайлер
- Люси Панч — Шелли
- Деметри Мартин — Карлос
- Майкл Бин — Мистер Франклин
- Майкл Йэн Блэк — Пит Беринг
- Боб Оденкирк — Майк
- Райан Биттл — Рик
- Натали Келли — Бет
- Уитни Каммингс — Катя
- Кэндес Крослак — Элли
- Джей Яблонски — Бенджи
- Эдвин Ходж — Брайс
- Мишель Крусик — Сюзанна

Съёмки фильма проходили в Финиксе, Аризона в 2007 году.